# 마다가스카르휘파람바퀴
마다가스카르휘파람바퀴 또는 마다가스카르히싱바퀴(Madagascar hissing cockroach)는 몸길이 8~10cm정도 되는 대형 바퀴벌레이다. 원래 마다가스카르 섬에서만 사는 종이지만, 애완동물로 인기가 많아져 여러 나라에서 사육되고 있다.

## 울음소리
마다가스카르휘파람바퀴는 특이하게도 기문을 이용해서 소리를 내는데, 근육을 긴장한 채로 배에 공기를 잔뜩 채운 다음 근육을 이완시켜 배에 있는 공기가 기문으로 빠져나가 기문이 마찰된다. 이것이 마치 '쉬~ 쉬~'하면서 우는 것처럼 들리기 때문에 휘파람 바퀴벌레(hissing은 쉬쉬 거리는 소리)라는 이름이 붙었다. 자극을 받았을 때, 의사소통을 할 때 이런 소리를 내는 걸로 알려져 있다.

## 로치봇
회로 위에 탁구공을 놓을 수 있을 만한 부품을 끼우고, 안에 탁구공을 넣은 뒤, 이 바퀴벌레를 올려놓고 바퀴벌레가 탁구공을 굴리게 하는 일종의 장난감이다. 로치봇 홈페이지 (영어)에서 로치봇의 모습을 확인할 수 있다.